# Чайковський Петро Федорович
Петро Федорович Чайковський (уроджений — Чайка) (1745, Миколаївка (нині Троїцьке) Полтавського полку — 1818, Глазов) — дід видатного композитора Петра Ілліча Чайковського. Взяв прізвище Чайковський.

## Походження
Народився в 1745 році в селі Миколаївка Полтавської губернії в родині козака Федора Чайки.
Освіту здобував у Києво-Могилянській академії (де змінив своє родове прізвище Чайка на «шляхетське» Чайковський), звідки в 1769 році був переведений до військово-сухопутного шпиталю Санкт-Петербурга. Після закінчення навчання був направлений на службу лікаря до армії.
Брав участь в російсько-турецькій війні 1768—1774 років. Вийшов у відставку в 1777 році, а в 1782 році обійняв посаду штаб-лікаря в місті В'ятка.
В 1785 році отримав дворянський титул. В січні 1796 року призначений на посаду городничого міста Слободського, менше ніж за рік переведений на таку ж посаду в місті Глазов В'ятської губернії. За сприяння Петра Федоровича в Глазові була відкрита ратуша, збудована лікарня на 15 ліжкомісць, була проведена розмітка вулиць, кварталів й майданів.
Петро Федорович помер в 1818 році й був похований в Глазові.

## Особисте життя
Був одружений з Анастасією Степанівною Посоховою. Подружжя мало 11 дітей. Наймолодшим із них був Ілля Петрович, батько Петра Ілліча Чайковського.